# 永遠という場所
「永遠という場所」（えいえんというばしょ）は、杏子の楽曲。自身の通算11枚目のシングルとして、1999年5月12日にPolydorからリリースされた。

## 背景
前作「イコール ゼロ」から5か月ぶりとなるシングルで、表題曲である「永遠という場所」は、NHK教育テレビで放送されたアニメ『コレクター・ユイ』のオープニングテーマとして使用され、コーラスに山崎まさよしとスガシカオが参加している。杏子の楽曲でアニメソングの採用は、1997年にアニメ映画『名探偵コナン 時計じかけの摩天楼』の主題歌として発表した「Happy Birthday」以来約2年ぶりとなり、テレビアニメとしては初となった。
カップリング曲は、同年にリリースされたアルバム『BLACKTHORN CIDER』の収録曲である「Are You OK?」のリミックスヴァージョンが収録されている。

## リリース
1999年5月12日にPolydorから、8cmCDとしてリリースされた。

## 収録曲
| #         | タイトル                     | 作詞          | 作曲          | 編曲                                  | 時間 |
| --------- | ---------------------------- | ------------- | ------------- | ------------------------------------- | ---- |
| 1.        | 「永遠という場所」           | 杏子          | 山崎まさよし  | - COIL - ストリングスアレンジ: 森英治 | 3:44 |
| 2.        | 「Are You OK?」(Re-Mix #825) | K・Y・O・K・O | K・Y・O・K・O | 間宮工                                | 2:38 |
| 合計時間: | 合計時間:                    | 合計時間:     | 合計時間:     | 合計時間:                             | 6:22 |

## クレジット
| 永遠という場所 - Produced by COIL - Chorus : 山崎まさよし & スガシカオ | Are You OK? (Re-Mix #825) - Original from Album『BLACKTHORN CIDER』 |

## 収録アルバム
| 収録作品                           | 発売日         | 販売元         | 規格品番       | 備考           |
| 永遠という場所                     | 永遠という場所 | 永遠という場所 | 永遠という場所 | 永遠という場所 |
| ---------------------------------- | -------------- | -------------- | -------------- | -------------- |
| 『taking a trip down MEMORY LANE』 | 1999年10月27日 | Polydor        | CD:POCH-1861   |                |

## メディアでの使用
| # | 曲名               | タイアップ                                                | 出典  |
| - | ------------------ | --------------------------------------------------------- | ----- |
| 1 | 「永遠という場所」 | NHK教育テレビアニメ『コレクター・ユイ』オープニングテーマ | [ 2 ] |